# Langerholc
Langerholc je priimek več znanih Slovencev:

## Znani nosilci priimka
- Bojan Langerholc, podpolkovnik SV, vodja misije na Kosovu
- Brigita Langerholc (*1976), atletinja
- Jure Langerholc (*1987). igralec futsala
- Otmar Langerholc (1885—1941), brigadni general VKJ